# Pseudeuchromia maculifera
Pseudeuchromia maculifera là một loài bướm đêm trong họ Geometridae.